# Al-Tilal SC
Der al-Tilal Sports Club (arabisch نادي التلال, DMG Nādī t-Tilāl) ist ein jemenitischer Sportklub mit Sitz in der Stadt Aden.

## Geschichte
Er wurde bereits im Jahr 1905 gegründet und gilt somit als ältester bekannter bis heute existierender Sportklub in seinem Land. Im Jahr 1972 schlossen sich al-Tilal weitere Klubs aus der Region an, was seine Größe umfassender machte. Spielte man im früheren Südjemen nicht zwingend die größte Rolle so gelang es der Fußball-Mannschaft in der ersten Saison nach der Wiedervereinigung gleich in der Hauptrunde einen Gruppensieg einzufahren. Dort schaffte es man bis ins Finale, wo man gegen den Lokalrivalen al-Minaa, sich am Ende durchsetzen konnte und so den ersten Meistertitel des wiedervereinigten Landes mitnahm. In den folgenden Jahren verpasste man eine weitere Meisterschaft immer wieder nur knapp. Dafür gewann man zumindest den Unity Cup der Saison 1998/99. Nach einigen verpassten Chancen war es dann soweit und am Ende der Spielzeit 2005, konnte man sich wieder als Meister krönen. Danach folgte in den Jahren 2007 noch einmal der Gewinn des President Cup. Gleichsam rutschte man aber in der Liga auf einen Relegationsplatz und musste erstmals absteigen. Aus der zweiten Liga heraus, ging es aber direkt wieder nach oben. Als wäre nichts gewesen landete man nach der Runde 2009/10 auch schon wieder auf dem zweiten Platz in der Liga und gewann noch einmal den President Cup. Seitdem bewegt man sich immer wieder zwischen der oberen und der unteren Tabellenhälfte, man konnte aber stets die Klasse halten.
Die Saison 2014/15 wurde aufgrund der Militärintervention im Januar 2015 abgebrochen. Somit gab es für den Klub in den nächsten Jahren keinen regulären Spielbetrieb, lediglich in ein paar kleinen Turnieren tauchte das Team in den Ergebnissen auf. Erst in der Saison 2019/20 gab es wieder mit dem YFA Tournament eine landesweit ausgetragene Meisterschaft. Hier holte man sich in seiner lokalen Gruppe auch den Gruppensieg. Im Halbfinale der Playoffs scheiterte man aber an al-Shaab Hadramaut. In der Spielzeit 2021 spielten alle Teams aus der Saison 2014/15, womit auch al-Tilal einen Startplatz hatte. Nach zwei Spieltagen wurden aber alle Teams aus Aden ausgeschlossen weil sie nicht zu den Partien erschienen sind, inklusive al-Tilal.

## Erfolge
- Yemeni League: 2
  - 1991, 2005
- Yemeni President Cup
  - Sieger: 2007, 2010
  - Finalist: 2001, 2009
- Yemeni Naseem Cup
  - Sieger: 2000, 2002/03
- Yemeni Unity Cup
  - Sieger: 1999
  - Finalist: 2004
- Ali Muhsin al-Murisi Cup
  - Sieger: 1995, 1997, 1998 – 1, 1999, 2002, 2003, 2005, 2007, 2010, 2012
  - Finalist: 1996, 2014